# Umowa komisu
Umowa komisu – jedna z umów cywilnoprawnych, na podstawie której zleceniobiorca (komisant) zobowiązuje się do kupna lub sprzedaży rzeczy ruchomych na rzecz zleceniodawcy (komitenta), lecz w imieniu własnym. Komitent zobowiązuje się natomiast zapłacić za tę usługę wynagrodzenie (prowizję).
Komisant działa przy tym wyłącznie w zakresie działalności swego przedsiębiorstwa.
Rodzaj umowy:
- konsensualna;
- dwustronnie zobowiązująca;
- wzajemna;
- odpłatna.

Podstawa prawna: Kodeks cywilny Tytuł XXIV „Umowa komisu”, art. 765 – 773.
Historycznym poprzednikiem tej umowy był w prawie rzymskim kontrakt kontrakt estymatoryjny (aestimatum łac. „oszacowanie”) należący do umów chronionych przez actio praescriptis verbis.